# ASB Classic 2019
Das ASB Classic 2019 ist der Name eines Tennisturniers der WTA Tour 2019 für Damen sowie eines Tennisturniers der ATP Tour 2019 für Herren in Auckland. Das Damenturnier fand vom 31. Dezember 2018 bis 6. Januar 2019, das Herrenturnier vom 8. bis 13. Januar 2019 statt.

## Herrenturnier
→ Qualifikation: ASB Classic 2019/Herren/Qualifikation

## Damenturnier
→ Qualifikation: ASB Classic 2019/Damen/Qualifikation